# تايرون جارلاند
تايرون جارلاند (بالإنجليزية: Tyrone Garland)‏ مواليد 13 أغسطس 1992 في فيلادلفيا، هو لاعب كرة سلة محترف أمريكي بدأ مسيرته الاحترافية في سنة 2015. يبلغ طوله 6 قدم 1 بوصة (1.9 م). لعب في دوري كندا الوطني لكرة السلة.

## روابط خارجية
- تايرون جارلاند على موقع كلية كرة السلة في سبورتس رفرنس.كوم (الإنجليزية)
- تايرون جارلاند على موقع ريلجم (الإنجليزية)
- تايرون جارلاند على موقع بروبوليرز (الإنجليزية)